# Slow Drag (album)
Slow Drag è un album di Donald Byrd, pubblicato dalla Blue Note Records nel dicembre del 1968. Il disco fu registrato il 12 maggio 1967 al Van Gelder Studio di Englewood Cliffs, New Jersey (Stati Uniti).

## Tracce
Lato A
1. Slow Drag – 9:40 (Donald Byrd)
2. Secret Love – 3:50 (Paul Francis Webster, Sammy Fain)
3. Book's Bossa – 6:45 (Cedar Walton, Walter Booker)

Lato B
1. Jelly Roll – 5:10 (Sylvester Kyner)
2. The Loner – 6:10 (Cedar Walton, Ronnie Mattheys)
3. My Ideal – 6:15 (Leo Robin, Newell Chase, Richard Whiting)

## Musicisti
- Donald Byrd - tromba
- Sonny Red (Sylvester Kyner) - sassofono alto
- Cedar Walton - pianoforte
- Walter Booker - contrabbasso
- Billy Higgins - batteria, voce[5]